# Cemig Telecom
 (mai 2021).
CEMIG Telecom était un concessionnaire de services de télécommunications au Brésil. Exploité dans le segment Internet via des réseaux de fibre optique pour tout l'état de Minas Gerais, en plus des régions métropolitaines de Salvador (BA), Fortaleza (CE), Recife (PE) et Goiânia (GO). Il s'adressait exclusivement aux entreprises clientes, en utilisant le partage d'infrastructure Cemig.
En 2010, Cemig Telecom a acquis 49% d'Ativas Data Center, une société de technologie de l'information, fournisseur de services d'infrastructure pour l'hébergement physique et le stockage de bases de données.
Cemig Telecom contrôlait également 49% d'Axxiom, les 51% restants étaient contrôlés par Light, cette société fournit des produits et services pour la gestion de l'énergie et l'automatisation logicielle.
En 2018, American Tower et Algar Telecom ont remporté une vente aux enchères des actifs de Cemig Telecom. L'événement a eu lieu le matin du 8 août, à Belo Horizonte. Sur un total de 17 entreprises intéressées et ayant accédé à la data room de Cemig, seules Algar, American Tower et Claro étaient qualifiées pour participer au litige. Claro, cependant, a décidé de ne pas soumettre de proposition.
Companhia Energética de Minas Gerais - CEMIG, société publique dont les actions sont négociées aux bourses de São Paulo, New York et Madrid, a rendu public, conformément à l'instruction CVM 358 du 1/3/2002, telle que modifiée, les titres et Exchange Commission - CVM, B3 SA - Brasil, Bolsa, Balcão («B3») et le marché en général, à la suite du fait important divulgué le 24/08/2018, qui, après avoir mis en œuvre les conditions suspensives, y compris l'approbation du Conseil administratif de défense économique - CADE, la Société a conclu le 1er novembre 2018 les opérations de cession prévues dans la procédure d'appel d'offres n ° 500-Y12121. Le montant gagné par la Société dans le cadre de ces opérations s'est élevé à 654 461 305,42 R $ (six cent cinquante-quatre millions, quatre cent soixante et soixante et un mille trois cent cinq reais et quarante-deux cents), ayant été: (i) R $ 575.906.163, 74 (cinq cent soixante-quinze millions, neuf cent six mille, cent soixante-trois reais et soixante-quatorze cents), avec une prime de 70,4% sur le montant minimum reçu de l'American Tower do Brasil - Comunicação Multimídia Ltda., Anciennement American Tower do Brasil - Internet das Coisas Ltda., Gagnant du lot 1 de la procédure d'appel d'offres susmentionnée; et (ii) R $ 78 555 141,68 (soixante-dix-huit millions, cinq cent cinquante-cinq mille, cent quarante et un reais et soixante-huit cents), reçus d'Algar Soluções em TIC SA, gagnant du lot 2 du même procédure d'appel d'offres.
Le lot 1 avait le plus grand nombre d'actifs, étant formé par des réseaux de fibre dans le Minas Gerais, São Paulo et Rio de Janeiro, et le lot 2 avec des réseaux de fibre optique à Fortaleza (CE), Salvador (BA), Recife (PE)) et Goiânia (GO).